# 桜井由躬雄
桜井 由躬雄（さくらい ゆみお、1945年（昭和20年）1月31日 - 2012年（平成24年）12月17日）は、日本の歴史学者、東南アジア史学者、東京大学名誉教授。

## 経歴
1945年、福井県敦賀市生まれ。東京大学文学部東洋史学科で学び、1967年に卒業。同大学大学院文学研究科に進んで、1977年に博士課程満期退学。
卒業後は京都大学東南アジア研究センターの助手となった。1983年、同センター助教授に昇進。1989年、学位論文「ベトナム村落の形成：村落共有田=コンディエン制の史的展開」を東京大学に提出して文学博士号を取得。1990年、東京大学文学部東洋史学科助教授に着任。1992年、学位論文「ヴェトナム紅河デルタの開発特性と水田水利の発達過程に関する研究：東南アジア主要河川デルタ開発との比較において」を提出して農学博士号を取得。1994年、文学部教授に昇進。2003年、ベトナム国家大学より名誉科学博士号を授与された。2005年6月5日～2006年12月31日東南アジア学会会長をつとめる。2007年3月に東京大学を定年退職し、名誉教授となった。
その後は放送大学客員教授、京都大学特任教授、ベトナム国家大学客員教授として教鞭をとった。2012年12月17日に死去。67歳没。
追悼会は、東京・京都・ハノイと3度に渡って実施された。

## 受賞・栄典
- 2003年3月 ベトナム社会主義共和国大統領より友好徽章 授与[5]
- 2009年3月 第1回ベトナム学賞[4][5]

## 研究内容・業績
- 1992年にディシプリンを超えて地域を総合的に理解する学問(「地域学」)にむけた実践と訓練を同時に行う場として「アジア農村研究会」が設立された際には助言・指導を行っている[10]。
- 旧蔵書2112点は、東京大学附属図書館アジア研究図書館に「桜井由躬雄文庫」として納められている[11]。

## 著書

### 単著
- 『ベトナム村落の形成―村落共有田＝コンディエン制の史的展開』創文社、1987年
- 『ハノイの憂鬱』めこん、1989年
- 『緑色の野帖―東南アジアの歴史を歩く』めこん、1997年
- 『米に生きる人々―太陽のはげまし、森と水のやさしさ』集英社、2000年
- 『東南アジアの歴史』放送大学、2002年
- 『前近代の東南アジア』放送大学、2006年
- 『1つの太陽―オールウエイズ』めこん、2013年 [11][12][13]

### 共著
- 石澤良昭『東南アジア現代史（3）ヴェトナム・カンボジア・ラオス』山川出版社、1977年
- 石井米雄『「ビジュアル版」世界の歴史（12）東南アジア世界の形成』講談社、1985年
- 石澤良昭・桐山昇『地域からの世界史（4）東南アジア』朝日新聞社、1993年

### 編著
- 『もっと知りたいベトナム』弘文堂、1989年／第2版、1995年
- 『岩波講座東南アジア史（4）東南アジア近世国家群の展開』岩波書店、2001年

### 共編著
- 渡部忠世『中国江南の稲作文化―その学際的研究』日本放送出版協会、1984年
- 石井米雄『東南アジア史（1）大陸部』山川出版社、1999年
- 桃木至朗『ベトナムの事典』同朋舎、1999年

### 訳書
- ジョルジュ・セデス『インドシナ文明史』みすず書房、1969年